# Brothers: A Tale of Two Sons
Brothers: A Tale of Two Sons is een adventurespel ontwikkeld door het Zweedse computerspelbedrijf Starbreeze Studios. Het spel werd uitgebracht door 505 Games op 7 augustus 2013 voor Xbox 360 via Xbox Live Arcade. Op 3 september 2013 werd het spel uitgebracht voor Windows via Steam en PlayStation 3 via PlayStation Network. Het spel werd op 12 augustus 2015 uitgegeven voor PlayStation 4 en Xbox One. Later kwamen ook mobiele versies uit voor Android, iOS en Windows Phone.

## Verhaal
Het verhaal begint met Naiee, een jongen die zijn opwachting maakt bij het graf van zijn moeder. Zijn moeder is verdronken in de zee, ondanks de pogingen van Naiee om haar te redden. Zijn oudere broer Naia roept hem om samen met zijn zieke vader naar de huisarts te gaan. Die vertelt hun dat alleen water van de Boom des Levens nodig is om hun vader beter te maken. De broers beginnen hun reis vanuit het dorp en vertrekken richting de bergen.

## Gameplay
Het spel draait om de interactie tussen de twee broers met elkaar en de buitenstaanders. Ze moeten puzzels oplossen door met elkaar samen te werken. De broers kunnen tegelijk worden bediend, elke analoge stick bestuurt een van hen. Niet-speelbare karakters zullen niet hetzelfde reageren op de broers. Naiee kan bijvoorbeeld een ander antwoord krijgen dan Naia.

## Ontvangst
| Recensiescore       | Recensiescore                                                      |
| Recensieverzamelaar | Score                                                              |
| ------------------- | ------------------------------------------------------------------ |
| GameRankings        | Windows: 90,83% PlayStation 3: 83.80% Xbox 360: 85,36%             |
| Metacritic          | Windows: 90 uit 100 PlayStation 3: 85 uit 100 Xbox 360: 86 uit 100 |
| Publicist           | Score                                                              |
| PC Gamer (VS)       | 85                                                                 |

Het spel werd in het algemeen goed ontvangen. De Windows-versie had op GameRankings een beoordeling van 90,83 procent. De versies voor PlayStation 3 en Xbox 360 hadden een iets lagere beoordeling, respectievelijk 83,80 en 85,36 procent.
Op Metacritic droeg het spel een bijna gelijke beoordeling. De Windows-versie kreeg daar een score van 90 uit 100 punten. De PlayStation 3-versie kreeg 85 en de Xbox 360-versie 86 uit 100 punten.
Tom Senior, recensent bij het Amerikaanse PC Gamer, vond het verhaal sterk en noemde de wereld waarin het spel zich afspeelde prachtig. Hij was ook tevreden over de korte maar toch uitdagende puzzels in het spel.

## Systeemeisen
De volgende systeemeisen zijn minimaal en hebben betrekking tot de Windows-versie.